# Sloten (Hollande-Septentrionale)
Pour les articles homonymes, voir Sloten.
Sloten  est un village et ancienne commune de la province de Hollande-Septentrionale aux Pays-Bas. Elle fait partie de la commune de Amsterdam. Elle est située à 6 km à l'ouest du centre-ville d'Amsterdam et fait partie aujourd'hui du stadsdeel (arrondissement) du nouvel ouest (Nieuw-West).
Jusqu'au premier janvier 1921, Sloten était une commune indépendante comprenant, en plus de Sloten, les villages d'Osdorp et Sloterdijk. Une autre partie de la commune avait déjà été annexée par Amsterdam en 1896, avant que l'ensemble le soit complètement en 1921.
Le petit village de Sloten est situé à la limite de la commune d'Amsterdam, tout près du Ringvaart, le canal de ceinture du polder d'Haarlemmermeer. Il s'y trouve encore aujourd'hui un moulin qui est le seul moulin d'Amsterdam ouvert au public ainsi qu'un petit musée de la tonnellerie.
Un autre moulin, le Riekermolen, fut par ailleurs transporté en 1961 à Amsterdam.

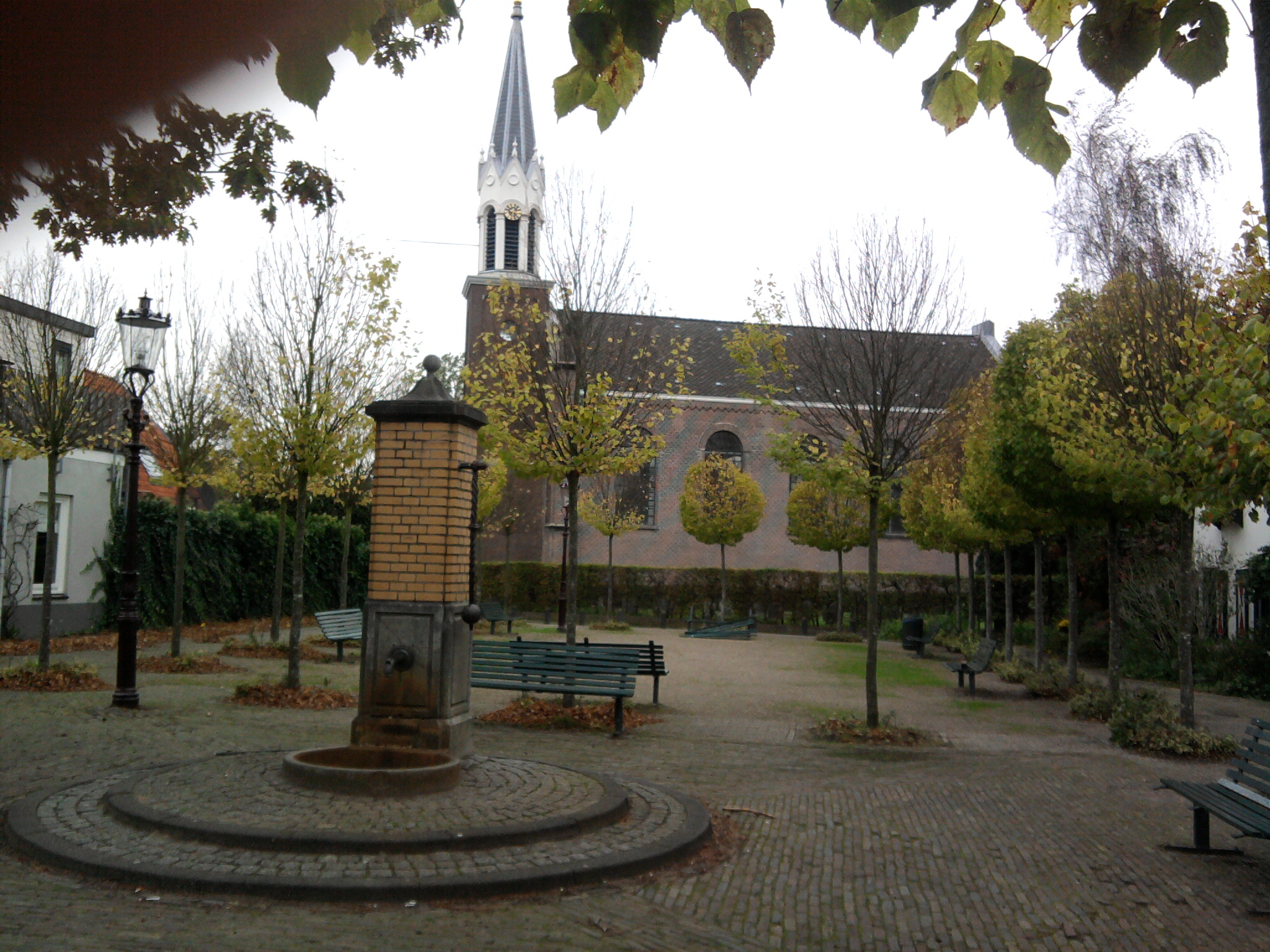
Place de village et temple protestant.
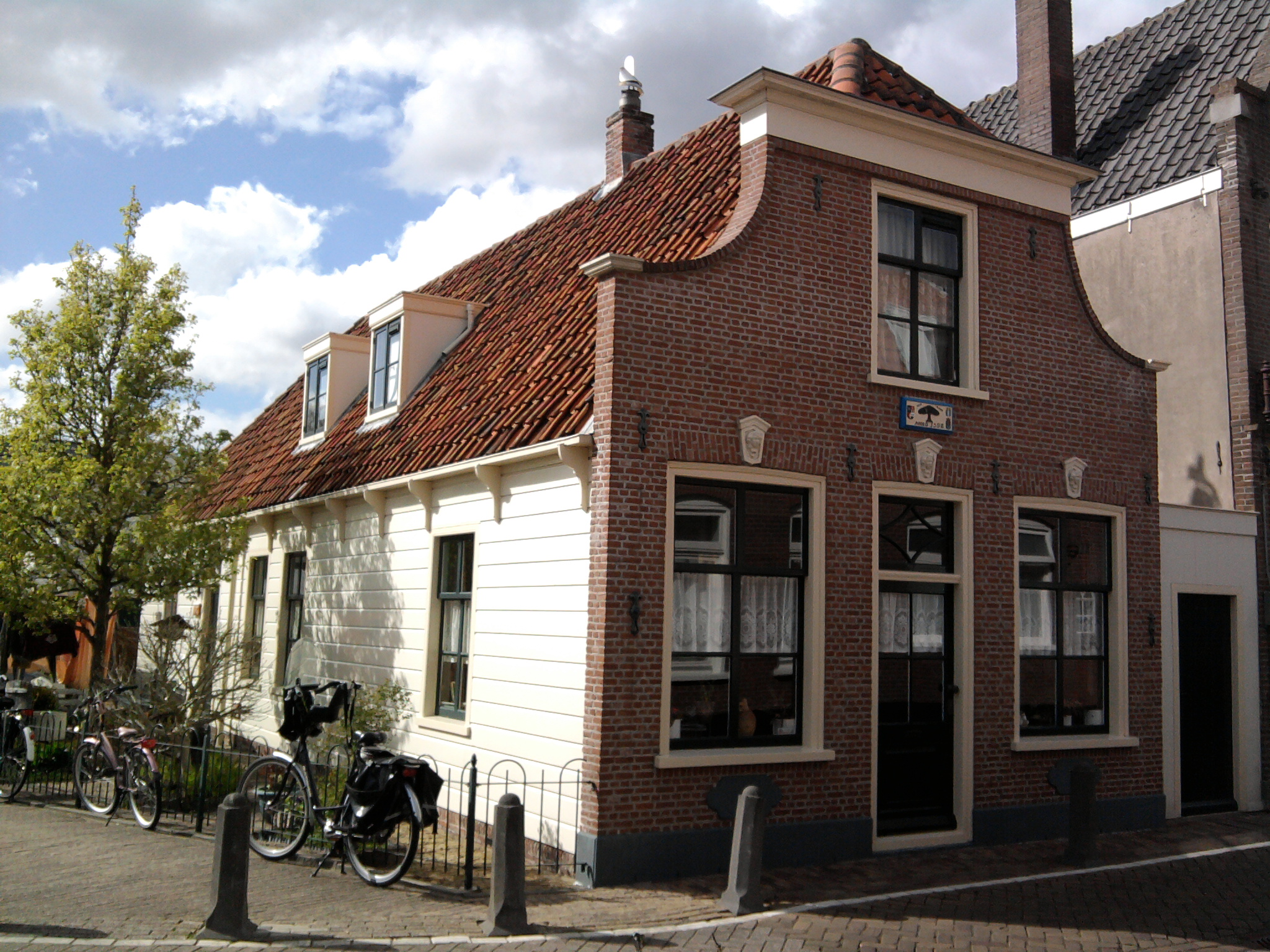
Maison bordant l'Osdorperweg.
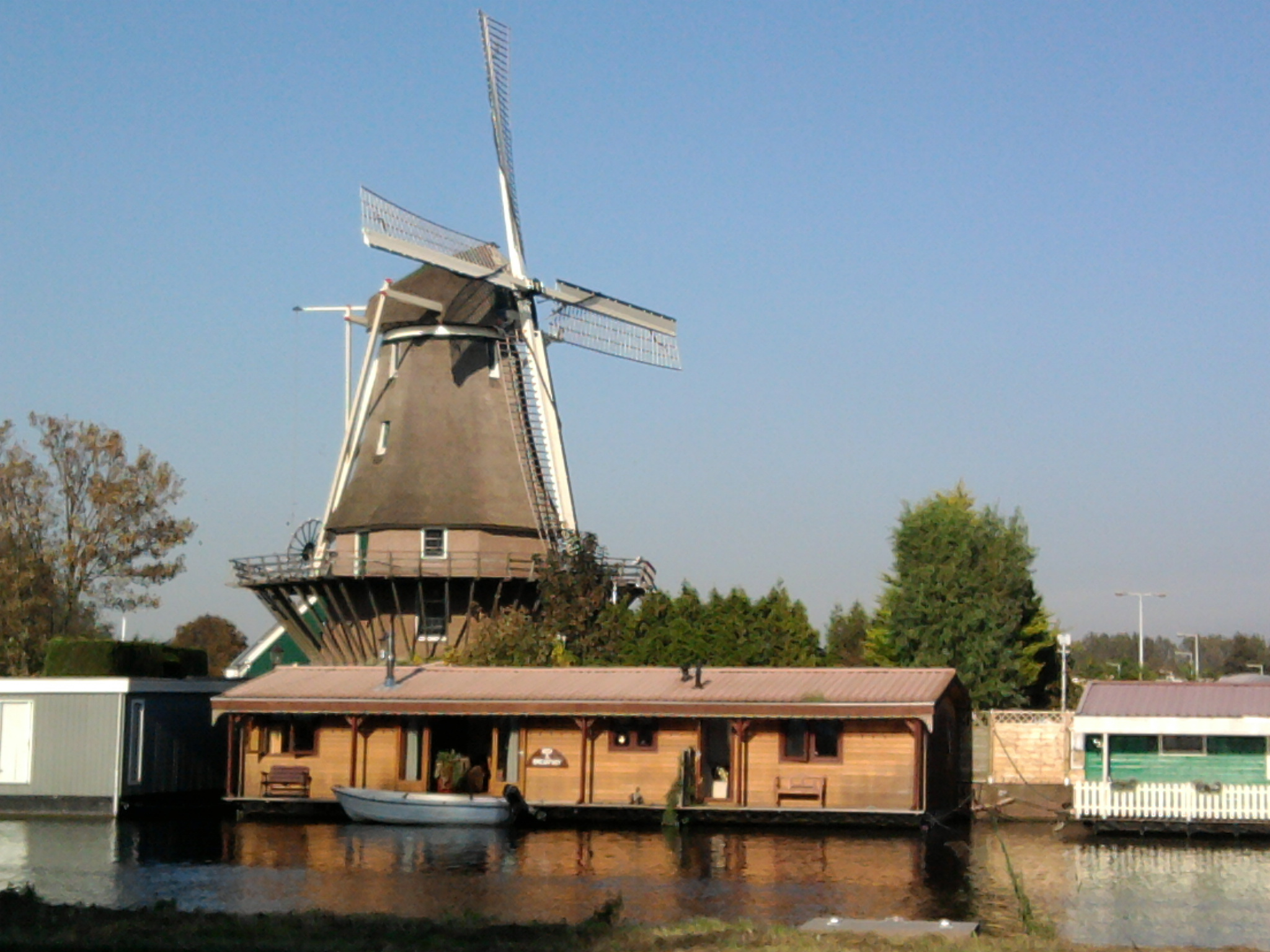
Moulin au bord du Ringvaart.

## Personnalité liée à la commune
- Le peintre Dirk van Haaren y a vécu.